# センボンイチメガサ
センボンイチメガサ（千本市女笠、学名: Kuehneromyces mutabilis）は、モエギタケ科センボンイチメガサ属のきのこ。食用になるキノコではあるが、致命的な猛毒をもつコレラタケやヒメアジロガサなどのキノコとよく似ている。

## 名前
和名センボンイチメガサは、「千本もあるほどたくさん」という意味の本種の生体的特徴を指し、傘の形が市女笠（いちめがさ）というスゲや竹皮で編んだ笠に似ているという形態的な特徴に基づく。つまり、市女笠のような形のキノコが群れていることから、このように呼ばれている。

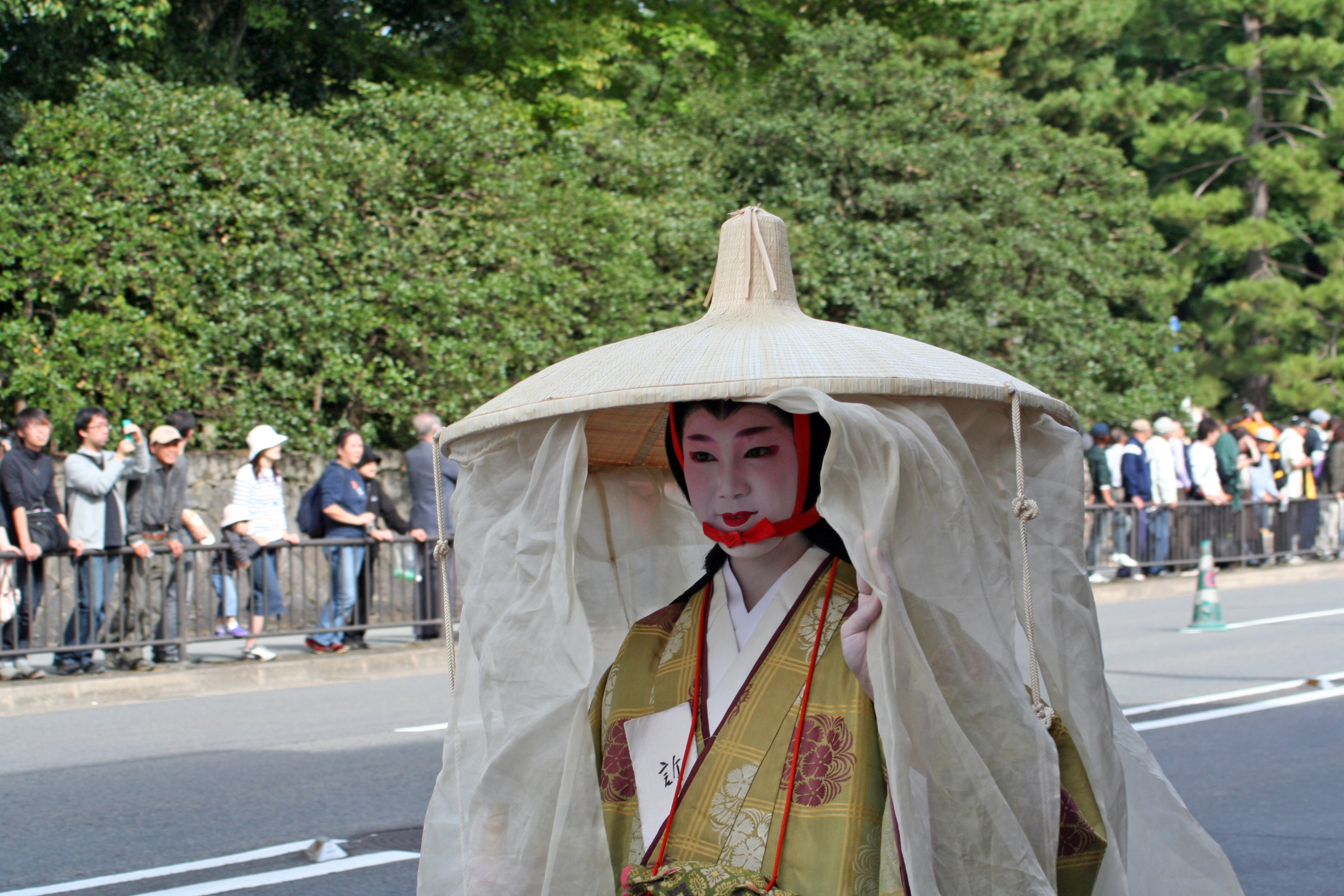
参考：市女笠

## 生態
春から秋にかけて、コナラ、クヌギをはじめとする各種の広葉樹や針葉樹の切り株、倒木、埋もれ木などに発生する。木材腐朽菌で、特に腐朽が相当進んで真っ黒になりコケが生えたような倒木や切り株に多い。典型的には1本に数株が束生、稀に群生ないし単生。

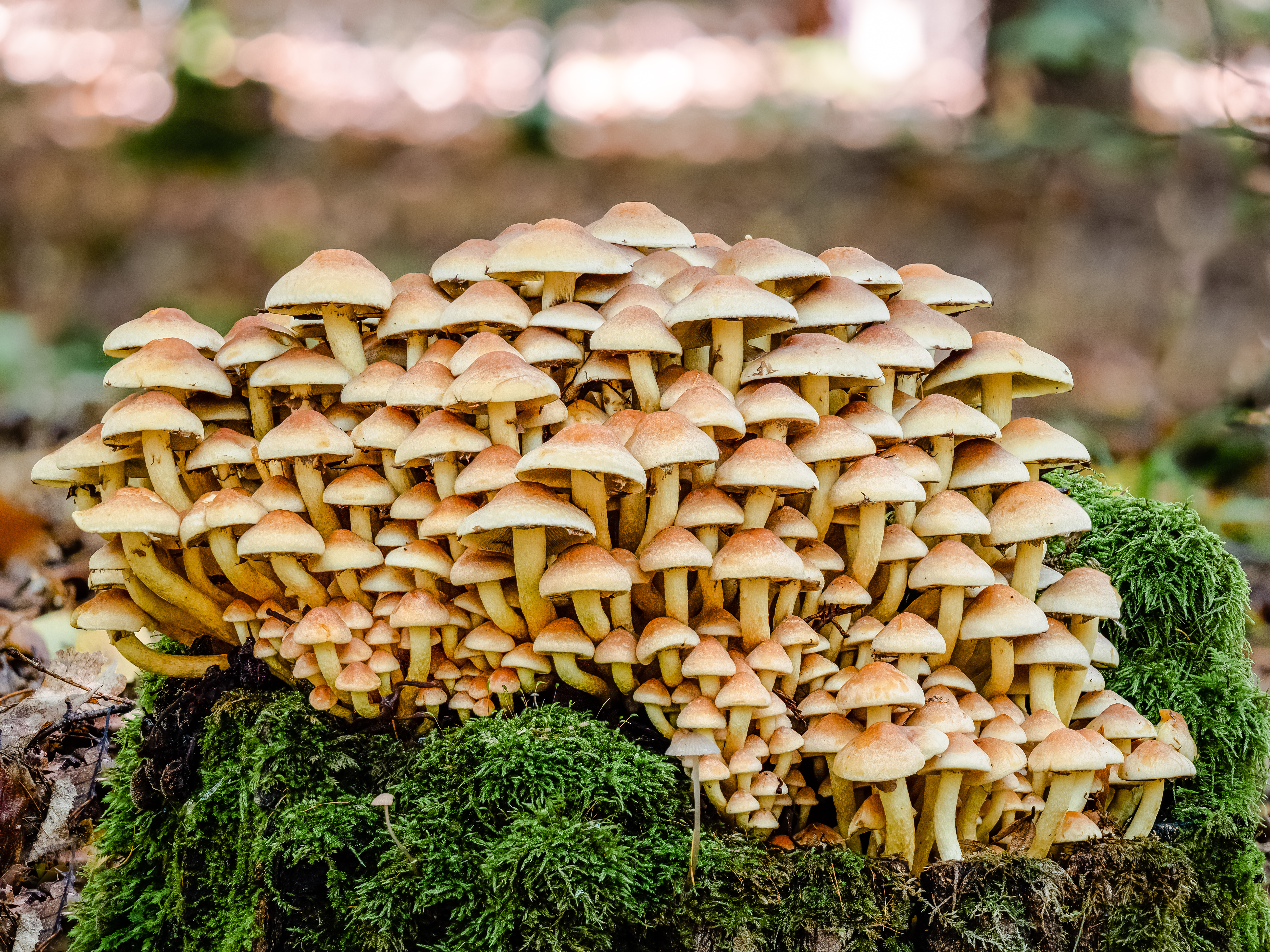
コケの生えた倒木に群生する
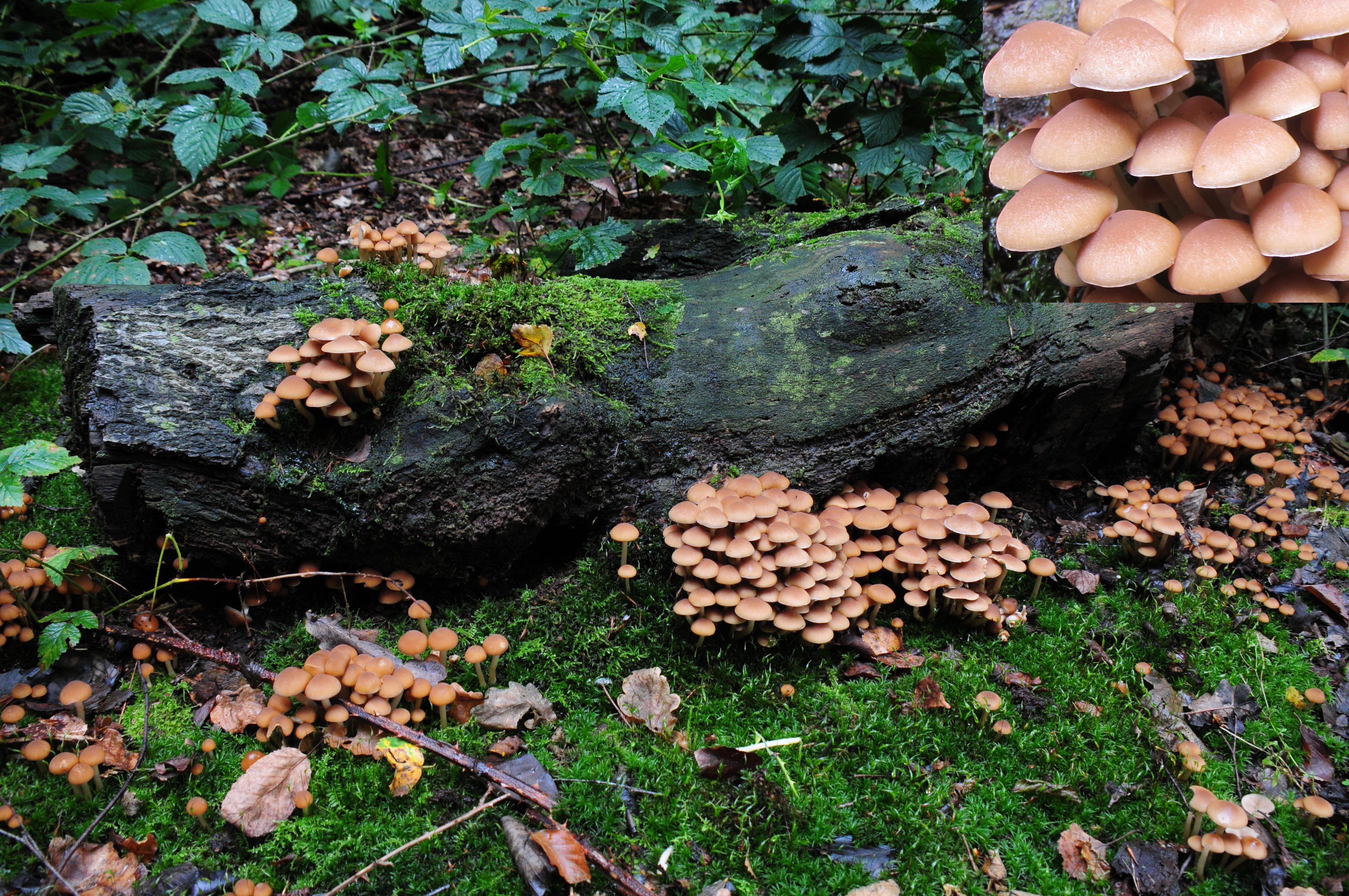
黒く変色した倒木に群生

## 形態
子実体は笠と柄からなり全体に褐色である。傘の直径3 - 5センチメートル (cm) 程度の小型種。傘は褐色で、最初は半球形だが、のちに丸山形から扁平にまで開く。湿潤時は中央部がやや濃い程度でほぼ均一な色合いだが、乾燥時には傘の中央部が淡くなり、辺縁部の戸間で色の濃淡が出来る（これを傘に吸水性があるなどと表現される）。傘の縁には鱗片を付けるがしばしば脱落している。また、湿潤時には縁には条線が現れる。ヒダは柄に対して直生し、間隔は密。色は幼菌の時は白色だが、後にやや褐色になる。
柄は長さ3 - 7 cmで、ツバがあるが、しばしば脱落消失している。柄は笠とほぼ同色であるが、上部が白く、ツバより下にはささくれが目立つ。

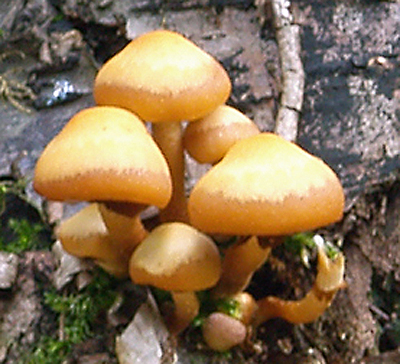
傘には吸水性があり濃淡が出る
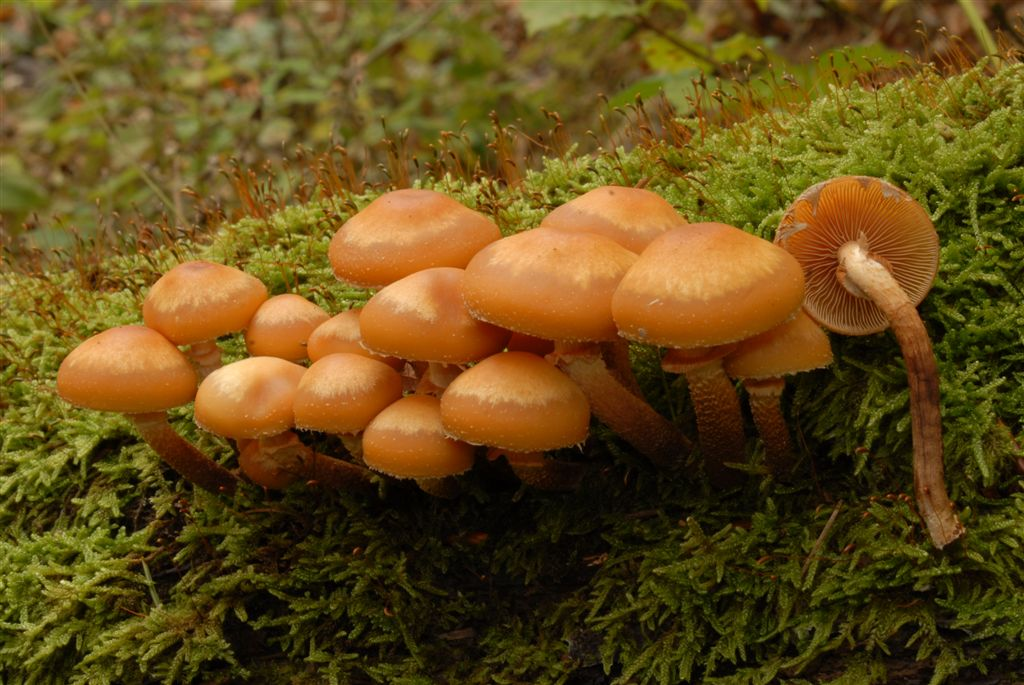
傘の縁に僅かに鱗片の付着が分かる
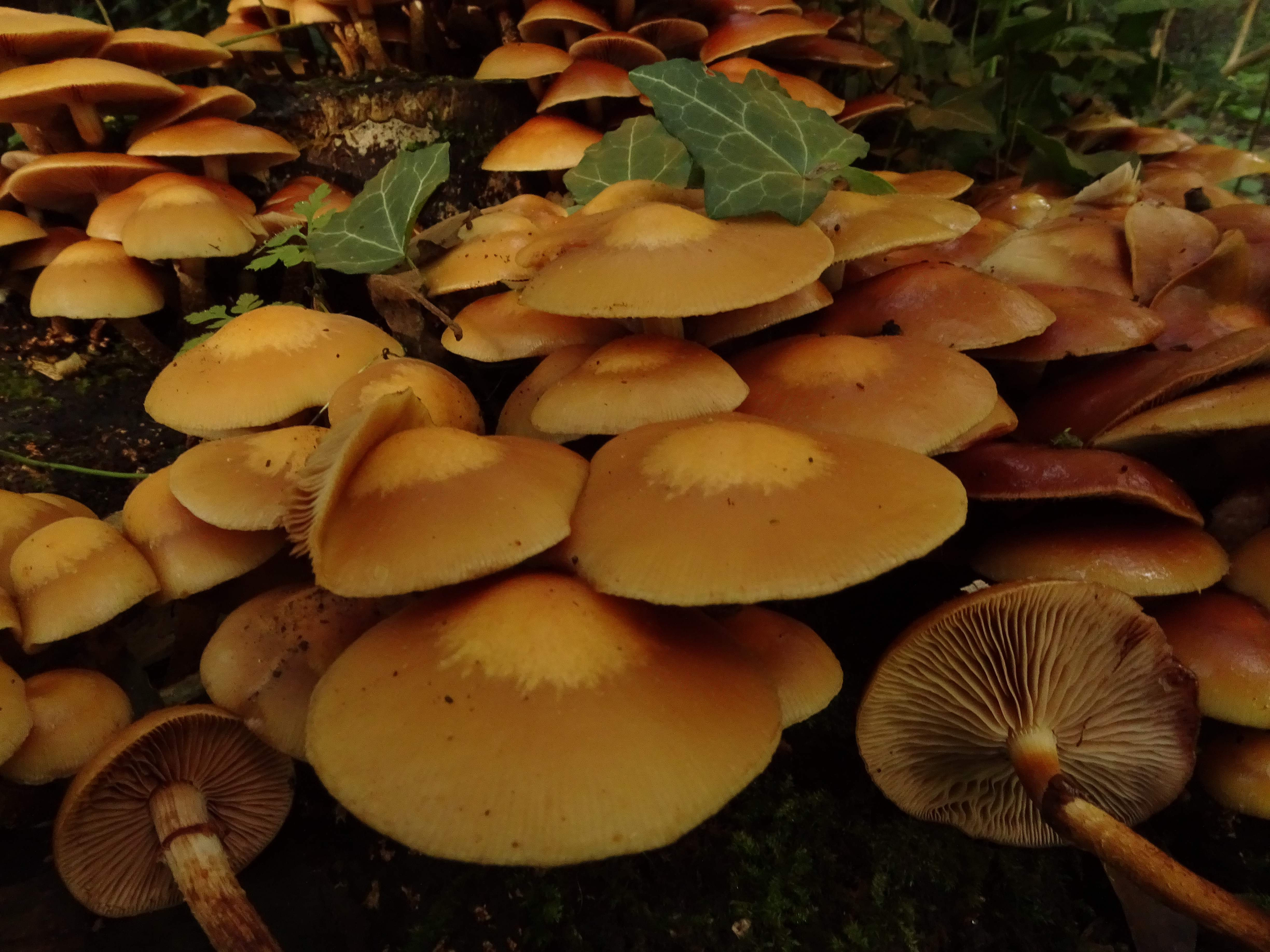
傘の縁に条線が現れる
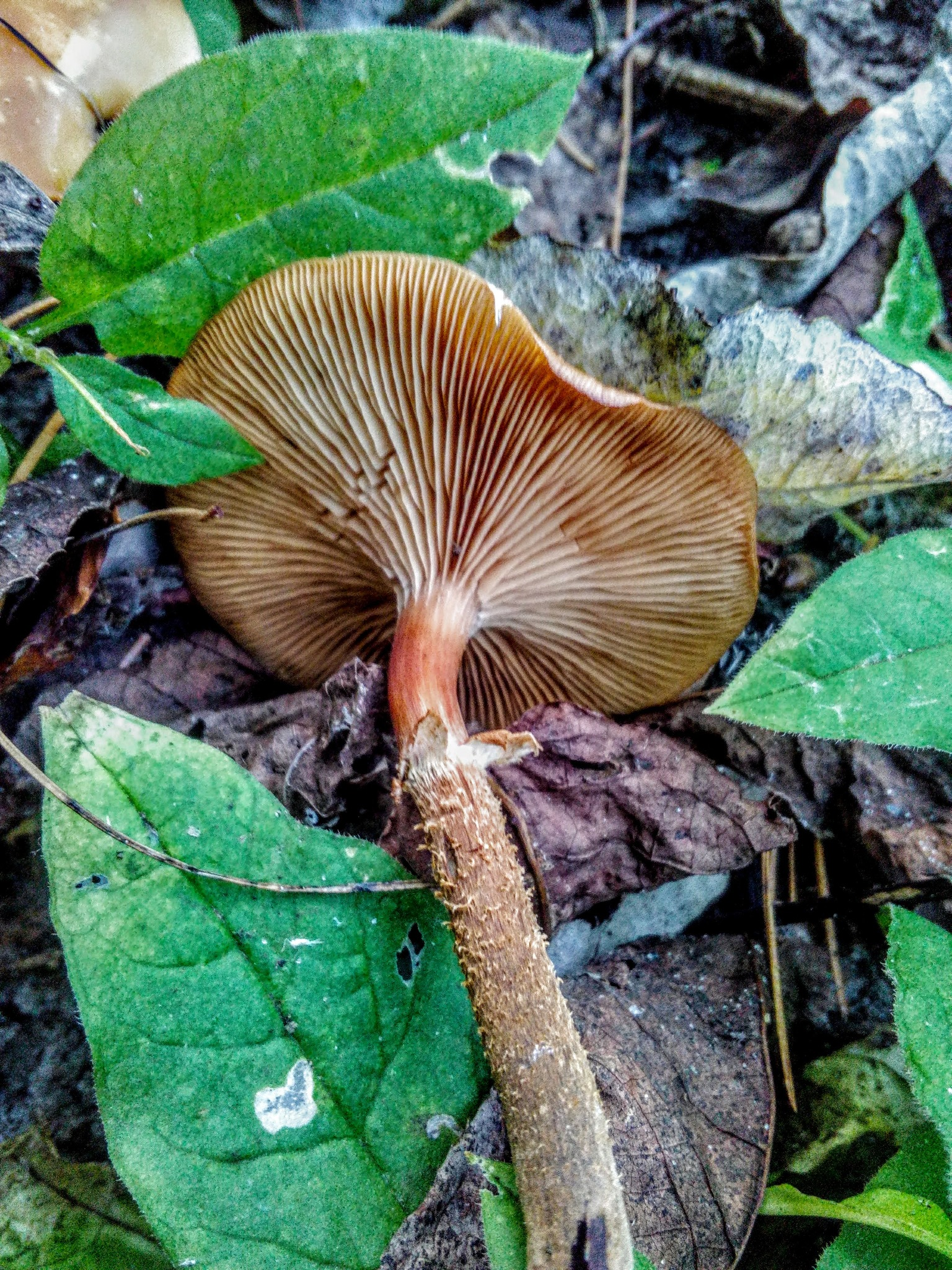
つば及びつばの下の柄がささくれる
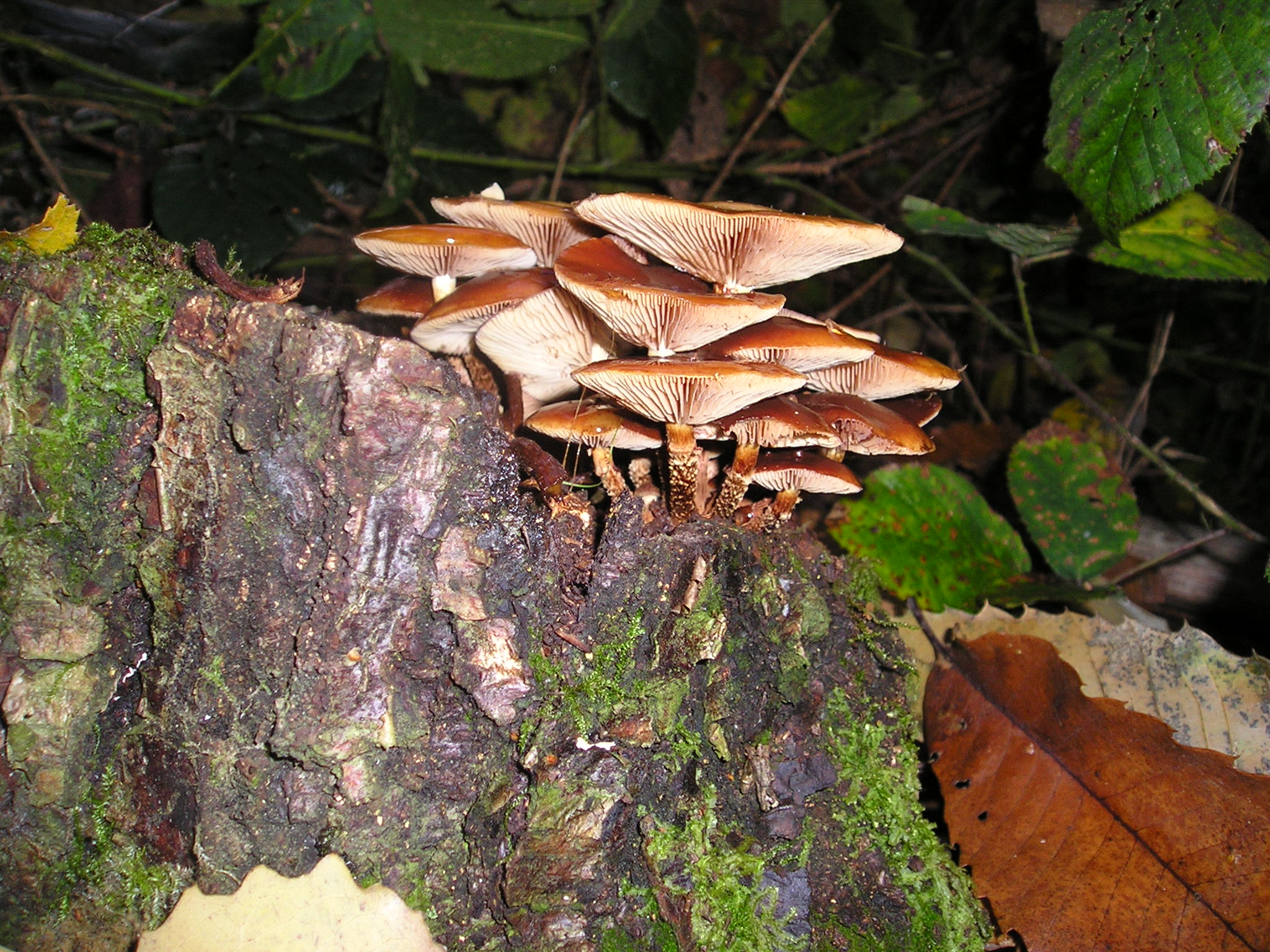
成菌のひだで褐色（フラッシュのせいで白飛びしている）柄にささくれがある

## 人間との関係
食用種で味もいいとされるが、後述のケコガサタケ属菌（Galerina spp.）有毒種に酷似していること、薄暗い森の中での小型菌の同定作業になると特徴の見落としの可能性も高いこと、毒性の強さと誤食リスクを鑑みると一般には食用目的での採取は推奨される種ではない。
食べるときは、下処理をしてから、すき焼き、鉄板焼き、野菜炒め、味噌汁、すまし汁、煮付けなどに利用する。

## 類似種
倒木や切り株に生える褐色の傘を持つキノコで特に群生するものとは判別が必要となる。以下いくつか挙げる。特に注意すべきはケコガサタケ属菌とニガクリタケであり共に死亡例がある。
ケコガサタケ属菌（Galerina spp.、ヒメノガステル科）は全体的に本種より小さく傘の縁には鱗片を持たない。つばは脱落しやすいか種によっては全く欠く。乾燥時に傘の中央部が淡色になり辺縁部と濃淡の差ができる（これを傘に吸水性があるという表現をされることがある）種がある。生態面では腐朽がかなり進んで黒く変色した倒木や切り株、地面に落ちた小枝や敷き詰められた木材チップなどから発生する。この仲間にはコレラタケ（Ggalerina fasciculata）、ヒメアジロガサ（Galerina marginata）、
Galerina sulciceps（和名未定）など致命的な猛毒のアマトキシン類を含むものが幾つか知られている。コレラタケやヒメアジロガサは柄にササクレがなく、本菌センボンイチメガサにはつばから下にササクレた上向きの鱗片があることで見分けられるが、キノコ狩りの際に素人は熟知している人に同定してもらうべきだと言われている。
ニガクリタケ（Hypholoma fasciculare、モエギタケ科）はクリタケより小さく、全体が黄色味を帯びている。ひだも黄色。生の状態で齧るとクリタケ以上に強い苦みを感じるのが特徴。生態面ではしばしば腐朽がかなり進んだ木材にも見られる。この種に関しては齧って味を見るという判定が非常に有効である。
ナメコ（Pholiota microspora、モエギタケ科）はごく若い幼菌のうちは傘に鱗片を持つが早落性、子実体全体に強いぬめりを持つことが特徴。腐朽が進んだ木材には生えず樹皮が残っているようなものに発生する。原木栽培ではそれほど樹種を選ぶキノコではないが、野生ではブナの枯れ木に発生することが多いといわれる。
エノキタケ（Flammulina velutipes、タマバリタケ科）は柄にツバを欠き、柄は下に行くほど濃色である。傘に鱗片は無い。エノキタケも腐朽した木材には発生せず樹皮が残っているようなものに多い。
オオワライタケ（Gymnopilus junonius、ヒメノガステル科）は傘が褐色で鱗片及び条線は無い。柄にはつばを持つ。肉には独特の不快臭がある。
クリタケ（Hypholoma lateritium、モエギタケ科）は傘が赤褐色で鱗片は無い。生態面ではしばしば腐朽がかなり進んだ木材にも見られる。クリタケは広葉樹の木材に生えるが、針葉樹の木材に生えるクリタケモドキというよく似た種もある。

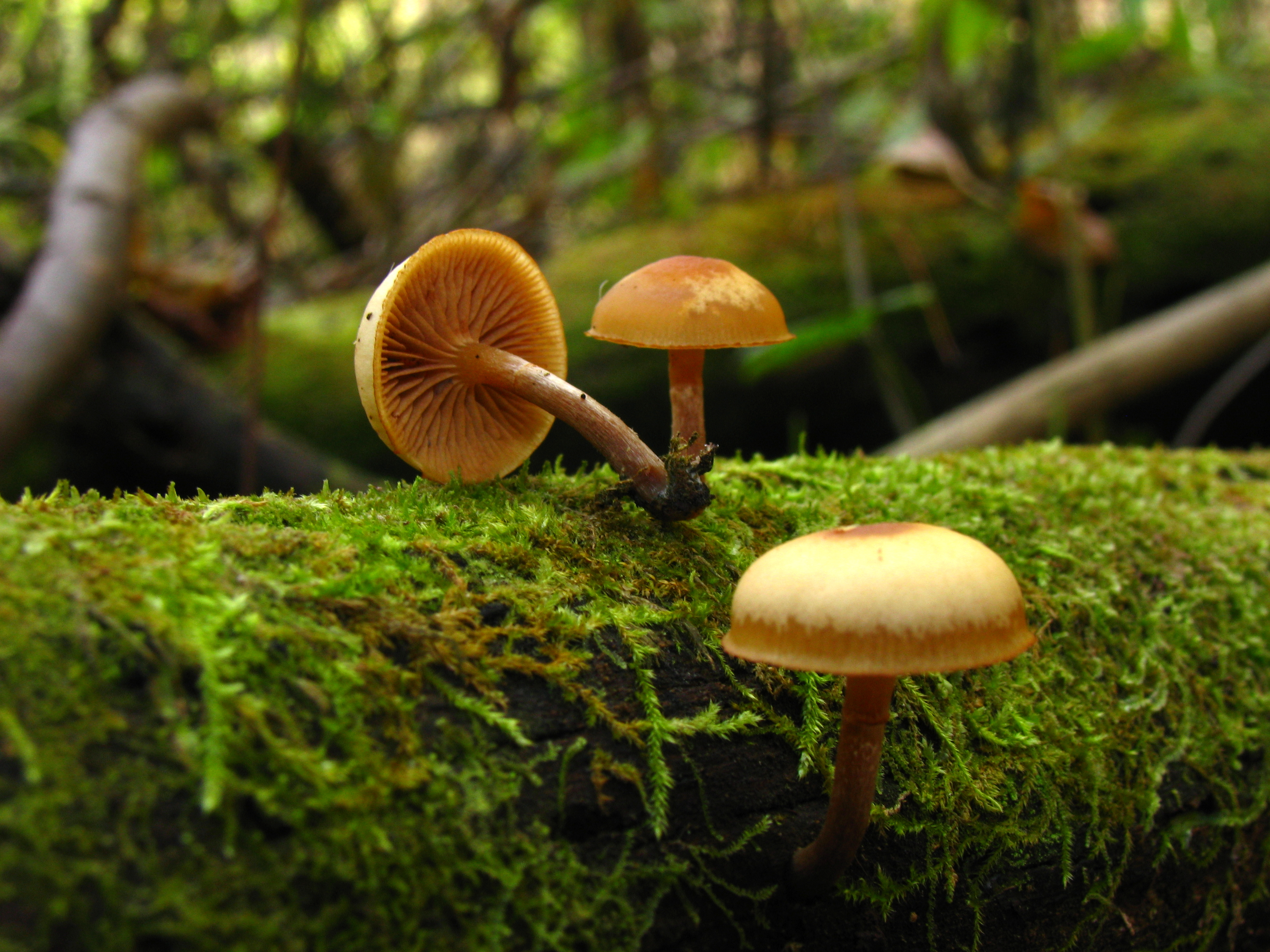
参考：ヒメアジロガサ。傘には吸水性がある
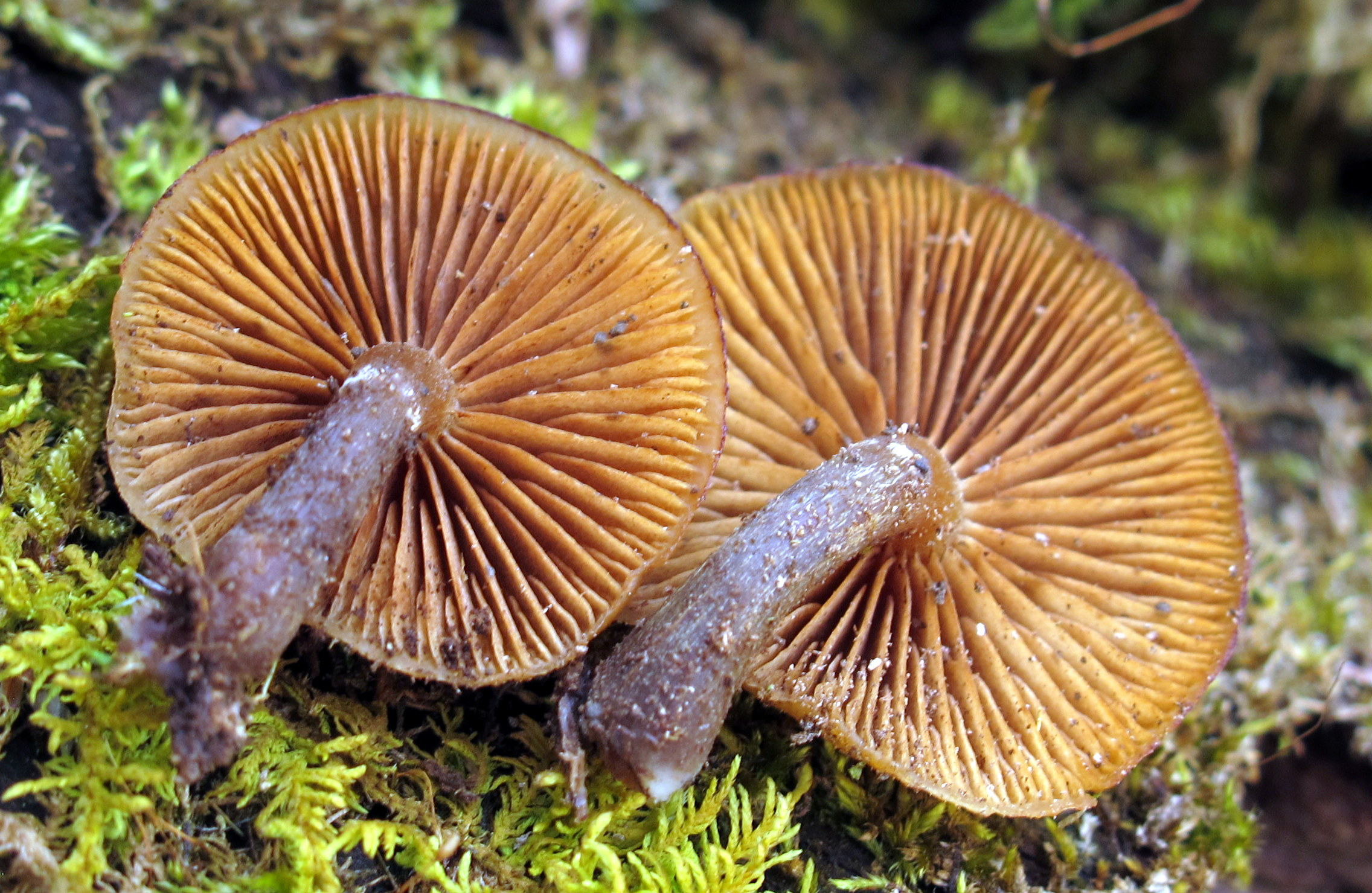
参考：ヒメアジロガサ。柄は一色。ひだは茶色
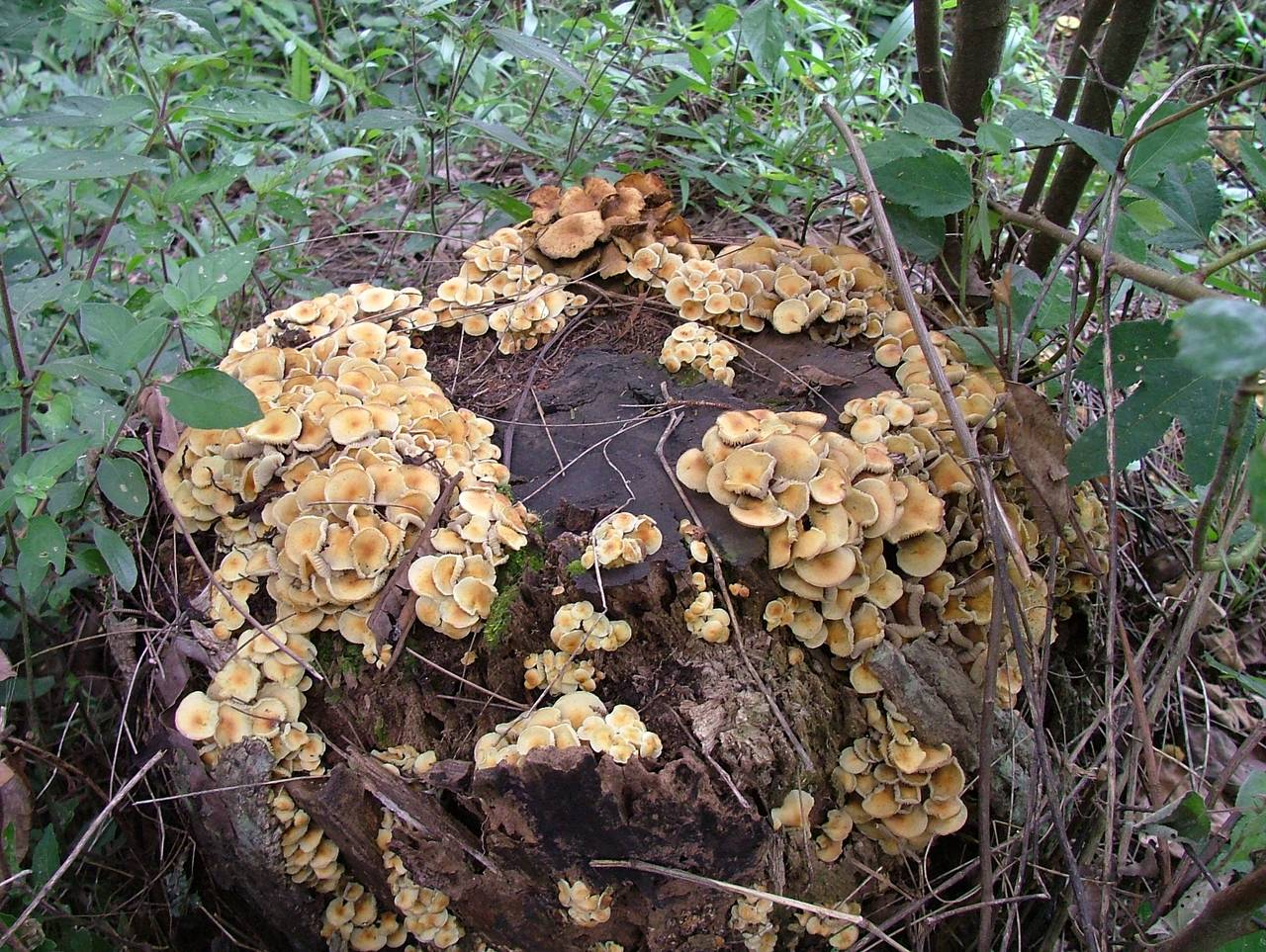
参考：ニガクリタケ
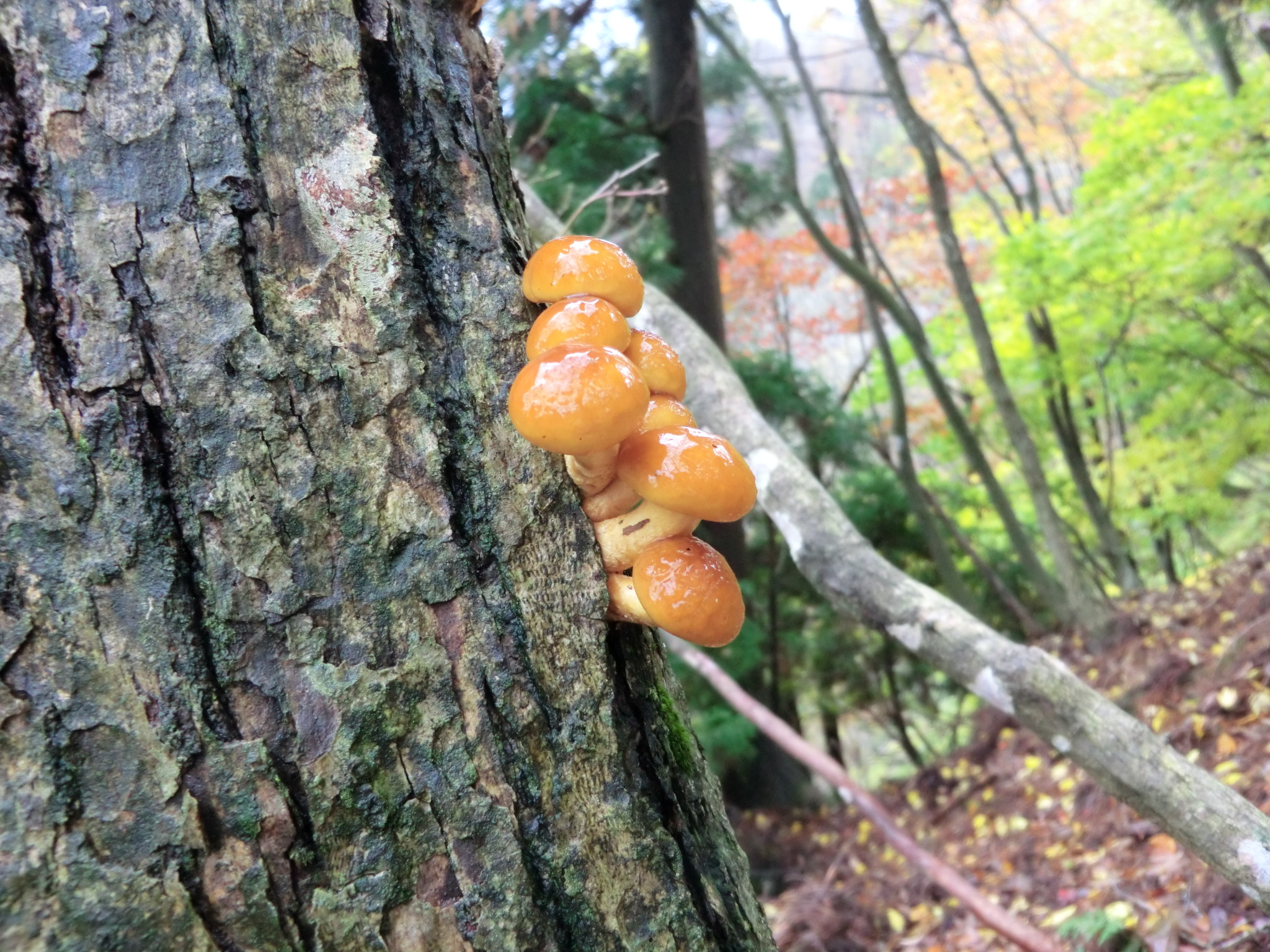
参考：ナメコ
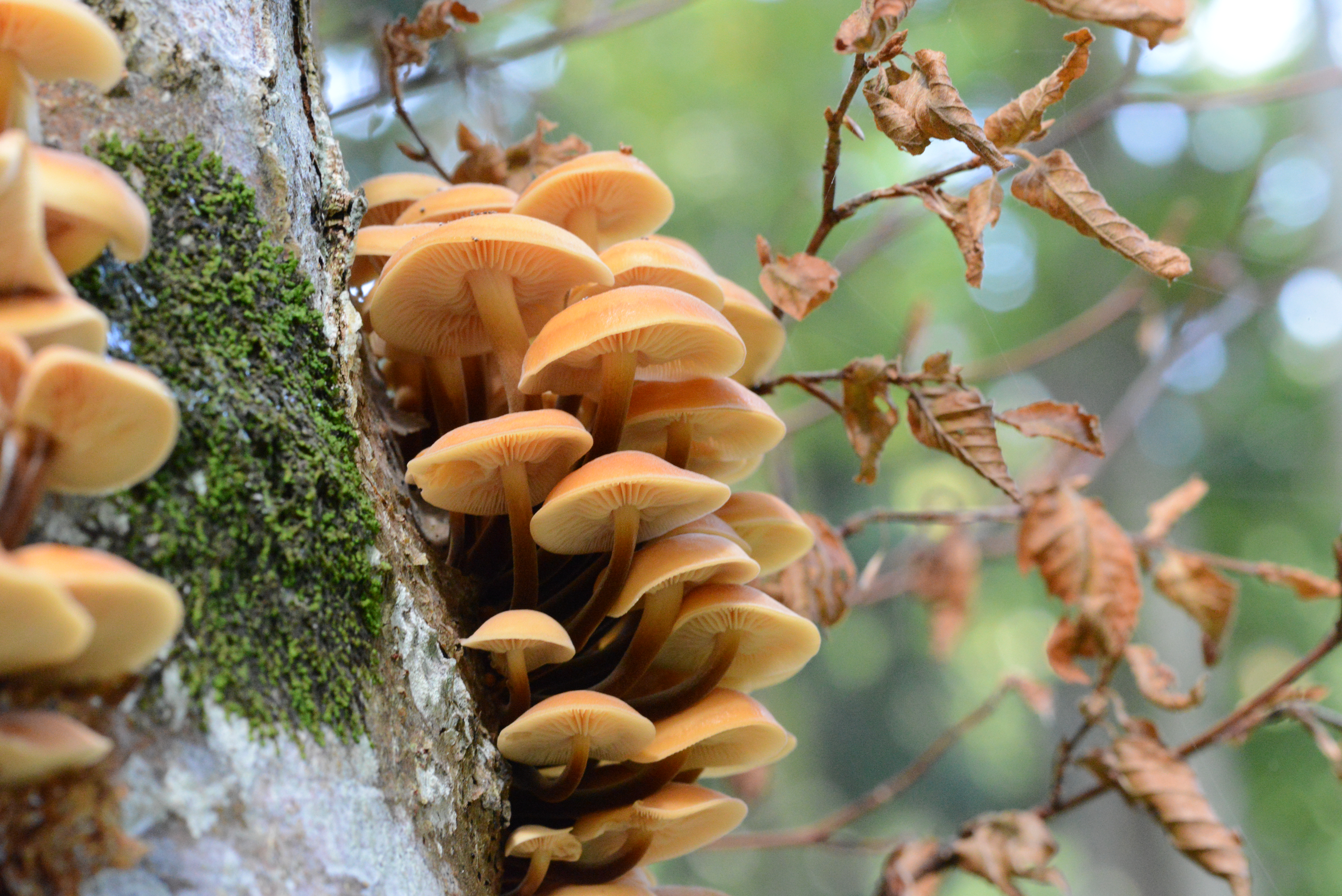
参考：エノキタケ
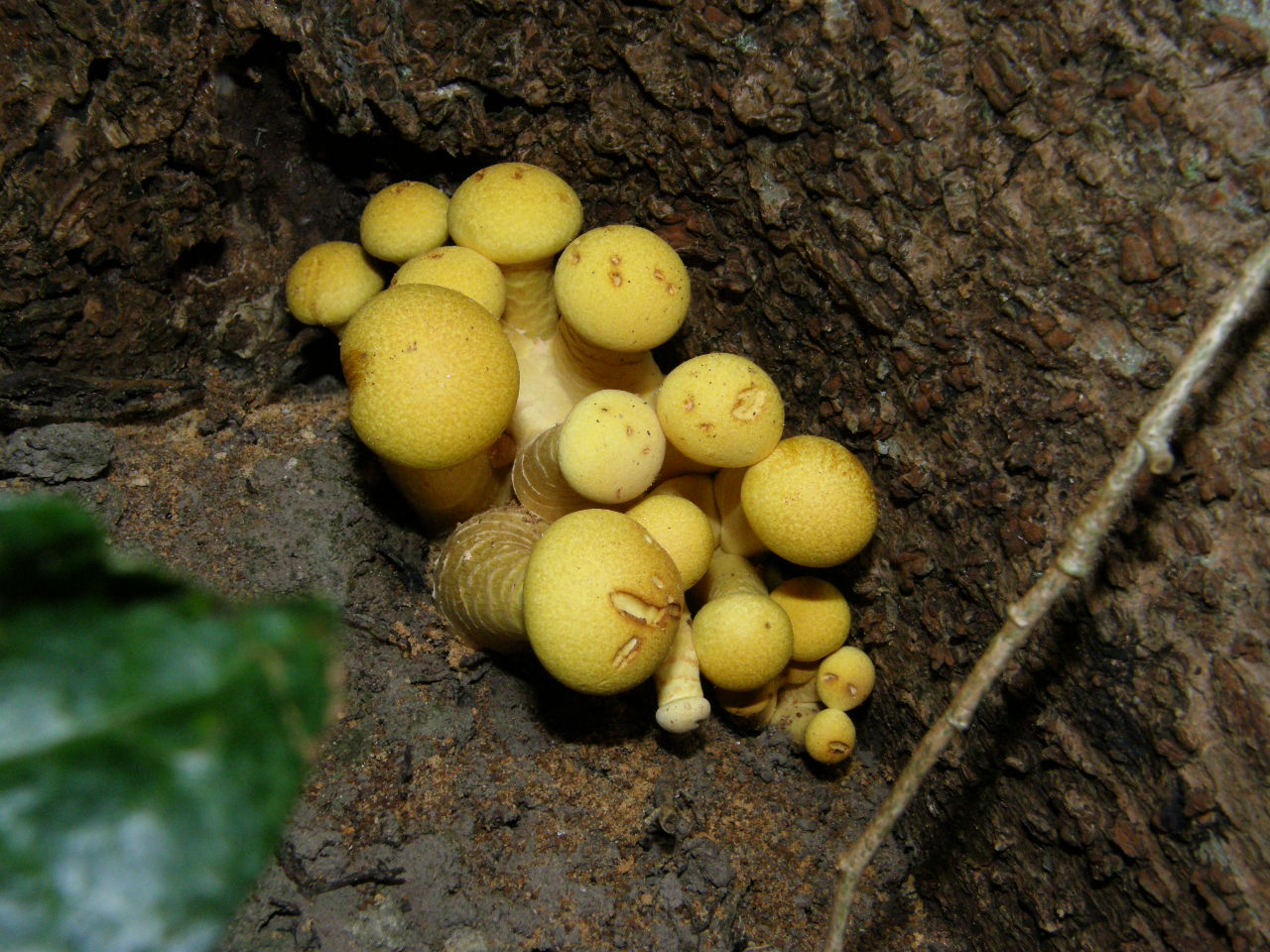
参考：オオワライタケ